# 평결지침
평결지침은 배심원 재판에서 판사가 배심원에게 적용 법률을 설명하고 사실판단을 돕는 지침을 담은 문서이다. 사건에 따라서 평결지침도 복잡해지고 길어지는데 삼성 애플 특허소송의 경우 무려 109쪽이나 된다. 예를 들어 피고인이 어린이날에 피해자의 집에서 백과사전을 들고 나왔는지가 피고인의 절도죄 유무죄 판단의 핵심이라고 한다면 평결지침은 다음과 같을 수 있다. "만약, 당신이 합리적인 의심의 여지없이 피고인이 백과사전을 들고 나왔다고 생각한다면, 피고인은 절도죄 유죄이고, 그렇지 않다면 피고인은 절도죄 무죄가 됩니다." 배심원들은 법률지식이 없는 보통인이기 때문에 평결지첨은 쉬운 언어로 법률용어를 최대한 배제하여 기술된다.

## 같이 보기
- 배심제